# De Bloeiende Maagden
Minou Bosua en Ingrid Wender vormen het cabaretduo De Bloeiende Maagden. Ze staan onder andere bekend om hun controversiële voorstellingen.

## Geschiedenis
Het duo begon als trio. Toen Ingrid Wender, Minou Bosua en Anemoon Langenhoff in het derde jaar van hun theateropleiding in Eindhoven stage moesten lopen, hadden ze daar geen zin in. In plaats daarvan maakten ze hun eigen voorstelling en werden daarmee vierde op het Camerettenfestival in 1992. Na het afronden van hun opleiding, drie jaar later, besloten ze hun samenwerking voort te zetten. In 1998 verliet Anemoon Langenhoff de groep om solo verder te gaan.
Een thema dat in ieder stuk van De Bloeiende Maagden terugkomt is de zoektocht naar de waarheid en vrijheid. Ook is de betrekking met het publiek van groot belang bij hun voorstellingen. Adelheid Roosen regisseerde hun voorstellingen Lege Maag en ...Vergeef ze, ze weten niet wat ze doen.

## Prijzen
In 1995 deden De Bloeiende Maagden samen met Anemoon Langenhoff mee aan het Leidse cabaretfestival en wonnen ze de publieksprijs.

## Programma's
| Jaar      | Titel                                    | Notitie |
| --------- | ---------------------------------------- | --- |
| 1994      | De afrekening                            | |
| 1997      | Muts                                     | |
| 1999      | Bloed en Bier                            | |
| 2000      | ...Vergeef ze, ze weten niet wat ze doen | |
| 2002      | Lege Maag                                | |
| 2003-2004 | I.N.R.I.                                 | De titel staat voor Iesus Nazarenus, Rex Iudaeorum (Latijn) oftewel Jezus van Nazareth, Koning der Joden; zie ook INRI. Voor deze voorstelling werd 'De Bloeiende Maagden' tijdelijk uitgebreid met 'Apostelen' Jennifer Evenhuis, Korneel Evers, Gemma Hauptmeijer, Thijs Maas, Rosa van de Meeberg, Meral Polat, Ralph Sigmond, Arjan Smit, Maartje Teussink en Marielle Woltring. |
| 2006      | De Bloeiende Maagden gaan vreemd         | |
| 2007      | De Bloeiende Maagden op weg naar O(z)ss  | Theaterfestival Boulevard |
| 2007-2008 | Lege Maag                                | Herneming |
| 2008      | Donkey God en het Bonus-sacrament        | Theaterfestival Boulevard |
| 2008-2009 | Donkey God de La Mancha                  | |

## Commotie
In 2001 maakten kerkelijke groeperingen bezwaar tegen de voorstelling '...Vergeef ze, ze weten niet wat ze doen' in Cultureel Centrum Cascade in Hendrik-Ido-Ambacht. In brieven aan Cascade schreven de kerkenraden dat de aankondigingen in de media kwetsend waren en dat Bijbelse begrippen onterecht en ongepast werden gebezigd. Doelend op de titel van het cabaretprogramma 'Vergeef ze, ze weten niet wat ze doen': "Deze regels zei Jezus ook toen hij werd gekruisigd."
De voorstelling Lege Maag (2002) zorgde voor de nodige commotie bij het publiek, omdat De Bloeiende Maagden in deze voorstelling een act verzorgden waarbij ze op het toneel naakt door vla rolden. Tijdens de voorstelling in de Kloostertuin in Woerden liepen 40 bezoekers weg.
De voorstelling INRI, die in première ging op 9 april 2004 (Goede Vrijdag) in Hoofddorp, en daarvoor al enkele malen in Ede werd opgevoerd als try-out, zorgde voor opwinding bij (plaatselijke) christelijke politici in Ede (bijvoorbeeld bij de ChristenUnie) en Arnhem, omdat in deze voorstelling Jezus te maken krijgt met een vader die teleurgesteld in hem is. "Het vertrouwen dat de wereld ondanks alles door liefde wordt gedragen (...) was nou juist de boodschap, die de Bloeiende Maagden wilden uitdragen." "Godslastering (is) een aantijging, die Jezus zelf al werd aangerekend."
In de zomer van 2007 lieten ze bezoekers van "De Bloeiende Maagden op weg naar O(z)ss" in de Brabanthallen geblinddoekt door deeksha-gevers naar bedjes leiden om zo de voorstelling verder te volgen.
De voorstelling Donkey God de La Mancha zorgde bij veel christelijke politici wederom voor walging. Op verschillende plaatsen in het land probeerde de ChristenUnie de directie van theaters ervan te overtuigen de voorstelling geen doorgang te laten vinden. Donkey God zou een God-onterende voorstelling zijn waarbij elke vorm van waardigheid ontluisterd werd. Dit werd beweerd op basis van de titel van de voorstelling en het uiterlijk van de poster.
Het televisieprogramma EenVandaag bezocht de voorstelling Donkey God en het Bonus-sacrament samen met Hans Wubs, de fractievoorzitter van de ChristenUnie in Stadskanaal. Na deze voorstelling gingen Ingrid Wender en Minou Bosua (De Bloeiende Maagden) in gesprek met Hans Wubs.

## Televisie
In het najaar van 2002 maakten De Bloeiende Maagden korte sketches voor het wekelijkse tv-programma Ikon Live, op Nederland 1. In het voorjaar van 2003 verzorgden zij het vaste onderdeel cabaret in de zeven afleveringen van BNN's Neuken doe je zo!.